# Mammas
Pour plus de détails, voir Fiche technique et Distribution.
Mammas  est un documentaire expérimental français réalisé et interprété par Isabella Rossellini, sorti en 2013.
Le film est constitué d'une série de courts métrages illustrant le thème de l'instinct maternel dans la vie animale.

## Synopsis
Isabella  Rossellini  interprète  et explore le concept de l' « instinct maternel animal » dans une série de courts-métrages.

### Description
Mammas est constitué d’une série d’épisodes scientifico - comiques  sur l'instinct maternel dans la vie animale.
À travers le comportement de plusieurs espèces animales, elle les compare aux idées traditionnelles sur la maternité en s’appuyant sur les faits scientifiques avérés : 
- Un crapaud porte des tas de petits bébés au dos,
- un passereau polyandre,
- une mère hamster mange ses petits les plus faibles pour reprendre des forces ,
- une araignée se laisse dévorer par ses petits par amour maternel

## Fiche technique
- Titre  : Mammas
- Réalisation :Isabella Rossellini
- Scénario :
- Direction artistique :
- Scénographe : Jean Hugues de Châtillon
- Costumes : Jean Hugues de Châtillon
- Montage :
- Musique : Marc Chouarain
- Photographie :
- Son :
- Production :Arte
- Productrice : Ann Heppermann
- Sociétés de distribution :
- Pays d’origine :  France
- Budget :
- Langue : Français
- Durée : 21 minutes
- Format :
- Genre : documentaire expérimental
- Dates de sortie
  -  Allemagne : 4 décembre 2013
  -  États-Unis : 4 décembre 2013
  -  France : 4 décembre 2013

## Distribution
- Isabella Rossellini

## Sortie
Première mondiale à la Berlinale 2013

## Distinctions
- Prix d’honneur : Berlinale Kamera 2013